# 101
 For alternative betydninger, se 101 (flertydig). (Se også artikler, som begynder med 101)
| 101                |
| ------------------ |
| Dødsfald - Fødsler |
|                    |

| Gregoriansk kalender | 101 CI                  |
| Ab urbe condita      | 854                     |
| Armensk kalender     | I/T                     |
| Kinesiske kalender   | 2797 – 2798 庚子 – 辛丑 |
| Etiopisk kalender    | 93 – 94                 |
| Jødisk kalender      | 3861 – 3862             |
| Hindukalendere       |                         |
| - Vikram Samvat      | 156 – 157               |
| - Shaka Samvat       | 23 – 24                 |
| - Kali Yuga          | 3202 – 3203             |
| Iransk kalender      | 521 BP – 520 BP         |
| Islamisk kalender    | 537 BH – 536 BH         |

## Født
- Herodes Atticus,  græsk retoriker, filosof og filantrop (død  ca. 177)